# Sudół (powiat pińczowski)
Sudół – wieś w Polsce położona w województwie świętokrzyskim, w powiecie pińczowskim, w gminie Działoszyce.
W latach 1975–1998 miejscowość należała administracyjnie do województwa kieleckiego.
| SIMC    | Nazwa     | Rodzaj    |
| ------- | --------- | --------- |
| 0237682 | Gościniec | część wsi |
| 0237699 | Ściegna   | część wsi |
| 0237707 | Żorownik  | część wsi |